# Stefan Filipović
Pour les articles homonymes, voir Filipović.
Stefan Filipović (Стефан Филиповић) est un chanteur monténégrin né à Titograd le 18 janvier 1987.

## Carrière
Eurovision 2008
Il participe pour le Monténégro au Concours Eurovision de la chanson en 2008 avec la chanson Zauvijek volim te et ne passe pas la demi-finale ; parmi les choristes on retrouvait Martina Majerle.
Il avait déjà tenté la sélection du Monténégro en 2007 mais il avait seulement finit 2e.